# Csillagvadász: Orin legendája
A Csillagvadász: Orin legendája (eredeti cím: Starchaser: The Legend of Orin) 1985-ben bemutatott amerikai (egy óránál hosszabb játékidejű) rajzfilm, a sci-fi világában játszódó fantasy hőseposz.
Az animációs játékfilm rendezője és producere Steven Han koreai-amerikai animátor. A forgatókönyvet Jeffrey Scott írta, a zenéjét Andrew Belling szerezte, és a Young Sung Production koreai filmgyártó terméke. Az Atlantic Releasing forgalmazásában jelent meg.
Az Egyesült Államokban 1985. november 22-én mutatták be a mozikban, Magyarországon 1993-ban adták ki VHS-en.

## Gyártás
A film a koreai Young Sung Production Co. Ltd. cég műhelyében készült 1984-ben. Ezt a rajzfilmet tartják a világ első teljes hosszúságú 3D-s technikával készült animációs művének, bár már 1983-ban elkészült az Abra Cadabra című ausztrál rajzfilm, aminél szintén 3D-s technológiát használtak.

## Cselekmény
A távoli jövőben a Trinia bolygó mélyében, a Bányavilág nevű helyen emberek élnek rabszolgasorban, évezredek óta. Kristályokat bányásznak a bolygó ura, Zygon számára, aki istennek hívatja magát és kegyetlen felügyelő-robotokkal tartja kordában a bányászokat.
Egy napon egy fiatal bányászlegény, Orin egy díszes kardot talál a sziklába ágyazva. Orin barátnőjének, Elannak a nagyapja felismeri a kardot miközben életét adja azért, hogy a felfedezés titokban maradhasson. A kardból előbukkanó jelenésben egy öregember a barlangok fölött elterülő hatalmas univerzumról beszél, amelyet az embereknek föl kell fedezniük, ezután a jelenés eltűnik, a kard pengéjével együtt, annak csak a markolata marad meg.
Az emberek a markolatot át akarják adni Zygonnak, mert a hit tanításai szerint fent a Pokol található. Orin és Elan hisznek a jelenésnek és megszöknek. A szökés során találkoznak Zygonnal, aki felfedi emberi arcát a maszkja alatt és megöli Elant. Orin megmenekül, mert egy robbanás során betemeti egy kőrakás és Zygon halottnak hiszi. A kövek alól kimászva Orin kijut a felszínre és életében először megpillantja az eget és a csillagokat. Ez mélyen megrázza, és elhatározza, hogy felszabadítja a népét Zygon uralma alól.
Az új, ismeretlen világban Orin ember-android keveréklények – mandroid-ok – fogságába esik, akik testrészeit saját testük hiányainak pótlására akarják felhasználni. Orin a kardmarkolatban hirtelen megjelenő pengét használva elmenekül tőlük. Ezután Dagg DiBrimi, a csillagközi kalóz és csempész hajójára veszi, hálából, mivel Orin őt is kiszabadította egy mocsári szörny karmai közül.
Dagg hajóján, a Starchaser-en a Bordogon bolygó Toga-Togo városába érkeznek, ahol Dagg kereskedelmi ügyleteket bonyolít és megismerteti Orint egy Silica nevű nőrobottal. Orin a városban bolyong a kard pengéjének eredetét kutatva, mikor egy jövendőmondó azt állítja, hogy fel kell keresnie a Novaluna nevű helyet. Orin számos kalamajkába keveredik. Zygon időközben vérdíjat tűzött ki a fejére, így végül menekülniük kell. Zygon robotjai elfogják Dagg hajóját, de Orint megmenti Aviana, a Bordogon kormányzójának lánya.
Orin elmondja történetét Avianának, és megtudja, hogy a markolat a Ka-Khan törzs, az emberiség legendás őrzőinek eszköze volt. Aviana visszaviszi Orint a Triniára, ahol ismét szembekerülnek Zygonnal. A harc során kiderül, hogy Zygon tulajdonképpen Nexus, a korábban a Ka-Khanok által legyőzött elnyomó. Zygon győz, börtönbe veti Avianát és Orint. Aviana és Orin szerelmet vallanak egymásnak, de ekkor Zygon túszként magához veszi Avianát. Orin titokzatos segítője, a Csillaglégy visszahozza neki a markolatot, amivel kiszabadítják Daggot, elfoglalják Zygon zászlóshajóját és felveszik a harcot az ellenség flottájával. Silica a helyreállított Starchaser-rel csatlakozik hozzájuk.
Orin és társai behatolnak Zygon bázisára, de megtámadják őket a nagyúr megmaradt csapatai. Orin behatol a régi barlangjába és próbálja leleplezni az elnyomót, ám ekkor közbelép maga Zygon. Harcolni kezdenek, és Orin vesztésre áll. Megjelenik a Csillaglégy és megmenti a szakadékba zuhanástól, miközben elárulja, hogy „a penge nem létezik, soha sem létezett”! Orin ekkor rájön, hogy az erő, amely a penge szerepében megjelenik, saját magából ered. Ezt felismerve előhívja ezt az erőt, és az elborzadó Zygont kettéhasítja, aki beleesik a lávába. Orin népe ekkor felkel és kivívja a szabadságot.
Silica véletlen lövésétől felrobban egy kristályhalom és a barlang kezd beomlani. Orin a karddal egy nyílást vág és kivezeti Trinia népét a felszínre. A felszínen Orin új erejét használva kigyógyítja testvérét vakságából, és minden barátja köré gyűlik. Megjelennek a Csillaglegyek, amik nem mások, mint a Ka-Khanok lelkei, ugyanúgy, mint a kard szelleme. Hívják Orint, hogy csatlakozzon hozzájuk, de ő inkább a barátaival marad. A Ka-Khanok eltávoznak és összeolvadnak a csillagokkal.

## Szereplők
| Szereplő              | Eredeti hang        | Magyar hang             |
| --------------------- | ------------------- | ----------------------- |
| Orin                  | Joe Colligan        | Czvetkó Sándor          |
| Dagg DiBrimi          | Carmen Argenziano   | Papp János              |
| Zygon                 | Anthony De Longis   | Kárpáti Tibor           |
| Aviana                | Noelle North        | Biró Anikó              |
| Elan                  | Noelle North        | Madarász Éva            |
| Silica                | Tyke Caravelli      | Ősi Ildikó              |
| Arthur                | Les Tremayne        | Soós László             |
| Magreb                | Ken Sansom          | Halmágyi Sándor         |
| Z'Gork                | John Moschitta, Jr. | Teizi Gyula             |
| Kallie                | Daryl Bartley       | Sugár Bertalan          |
| Bella néni            | Tina Romanus        | N/A                     |
| Hopps                 | Herb Vigran         | Pusztai Péter           |
| Tárnamester           | Mickey Morton       | Breyer László           |
| Boro                  | Thomas H. Watkins   | Rácz Géza               |
| Ka-Khan               | N/A                 | Simon György            |
| Tagani őrnagy         | N/A                 | Szalay Imre             |
| Rizzo, Aviana testőre | N/A                 | Dimulász Miklós         |
| Raymo                 | N/A                 | Uri István              |
| Dagg 3-as robotja     | N/A                 | Győri Péter             |
| Jövendőmondó          | N/A                 | Czigány Judit           |
| Admirális             | N/A                 | Rudas István            |
| Komputer              | N/A                 | Wohlmuth István         |
| Robot őr a kapunál    | N/A                 | Wohlmuth István         |
| Ahk                   | N/A                 | Breyer Zoltán           |
| Eema                  | N/A                 | Andresz Kati            |
| Csempészek            | N/A                 | Végh Péter Zágoni Zsolt |
| Rabszolga #1          | N/A                 | Szűcs Sándor            |
| Robot tiszt           | N/A                 | Szűcs Sándor            |

## Fordítás
Ez a szócikk részben vagy egészben  a   Starchaser: The Legend of Orin című angol Wikipédia-szócikk fordításán alapul.  Az eredeti cikk szerkesztőit annak laptörténete sorolja fel. Ez a jelzés csupán a megfogalmazás eredetét és a szerzői jogokat jelzi, nem szolgál a cikkben szereplő információk forrásmegjelöléseként.